# (17042) Madiraju
(17042) Madiraju (1999 FG30) – planetoida z pasa głównego asteroid okrążająca Słońce w ciągu 3,83 lat w średniej odległości 2,44 j.a. Odkryta 19 marca 1999 roku.